# سموحة (حي)
سموحة منطقة سكنية تابعة لحي شرق بمدينة الإسكندرية، أسسها جوزيف سموحة هذا الحي سنة 1924 حينما طلب إلى هيئة الأوقاف بأن يأخذ هذه المنطقة التي تقع بها بحيرة الحضرة. يعتبر حي سموحة حاليا من أكثر مناطق الإسكندرية جذبا للسكان بالرغم من أنه لا يطل على البحر المتوسط، إلا أنه نظراً لما يتمتع به الحي من تنظيم جيد للشوارع، طرق واسعة، وعمارات سكنية حديثة، حدائق واسعة بين العمارات السكنية، وخدمات تتمثل في المراكز التجارية المتكاملة، بالإضافة إلى موقعه المتميز، جعلت سكانه غير راغبين في الخروج منه حيث كل احتياجاتهم متوفرة.

## تاريخ
أسس جوزيف حي سموحة عام 1924 حينما طلب إلى هيئة الأوقاف بأن يأخذ هذه المنطقة التي تقع بها بحيرة الحضرة (كانت تسمى ملاحة رجب باشا)  حق الانتفاع ولكن لمدة مفتوحة مدى الحياة، وكانت المنطقة أشبه بمستنقع للأمراض ولا تصلح للحياة، وبالفعل وافقت وزارة الأوقاف وسمحت له بحق التصرف في هذه المنطقة، رغم اعتراض البعض على هذه الحجة في ذلك الوقت، إلا أن سموحة كانت تربطه علاقة صداقة بالملك فؤاد الأول الذي سهل له عملية حصوله على الأرض، قام بتجفيف البحيرة، وبدء إنشاء جوزيف للحي السكندري، بعد أن صارت الأرض ملك له، قام بتجفيف بحيرة الحضرة، ووضع رسم هندسي منظم لهذا الحي كان يريد مجملة الملك بتسمية الحي بمدينة فؤاد ولكن رفض فؤاد لكثرة أسماء المدن باسمه في تحول تسمية المادة الي صاحبه الذي حمل اسمه بعد ذلك، وجذب الحي عند نشأته اليهود المصريين و استأجروا به العديد من المباني التي تتميز بتصميماتها الرائعة، وشوارعها المنظمة مما جعلها في البداية منطقة سكانية للمجتمع الراقي في مدينة الإسكندرية.

## التسمية
ترجع التسمية لمؤسس الحي جوزيف سموحة وهو يهودي عراقي والذي وفد على مصر ليتاجر في الأقمشة.

## الموقع
يتمتع حي سموحة بموقع متميز جدا في الإسكندرية ، حيث يتوسط الحي مدينة الإسكندرية الحديثة ويقع في نفس الوقت على مدخل الإسكندرية الجنوبي حيث طريق المطار السريع، ناهيك عن أنه يطل على محطة قطار سيدي جابر، إحدى المحطتين الرئيسيتين بالإسكندرية وقربه الشديد من مطار النزهة الدولي وكذلك حدائق النزهة. هذه المميزات المتعددة أدت إلى ازدهار الأعمال التجارية به حتى أصبح لكافة البنوك التي تعمل في مصر أفرع هناك.
يحيط به عدد كبير من الأحياء وهي:
من الغرب: الحضرة، النزهة
من الشمال: الإبراهيمية، سبورتنج، كليوباترا، سيدي جابر، مصطفى كامل، رشدي
من الشرق: الظاهرية والصالحية.
من الجنوب: طريق المطار ومطار النزهة الدولي

## الميادين

### ميدان فيكتور عمانويل
سمي على اسم الملك فيكتور عمانويل الثالث آخر ملوك إيطاليا الذي عاش أيامه الأخيرة في الإسكندرية ودفن بها. ويتفرع من هذا الميدان شوارع "فيكتور عمانويل" بفرعيه الشمالي والجنوبي ابتداء من نفق "مصطفى كامل" وانتهاء ""بـحدائق أنطونيادس"، وطريق "طريق 14 مايو" والذي يصل إلى جسر "14 مايو"، وشارع فوزي معاذ والذي يصل إلى ميدان الإبراهيمية.

### ميدان كليوباترا
يقع على حدود سموحة مع حي كليوباترا، ويتفرع منه شارع ألبرت الأول، وشارع مصطفى كامل، بالإضافة إلى المنفذ إلى «طريق الحرية» عن طريق نفق كليوباترا

### ميدان الإبراهيمية
على حدود سموحة مع الإبراهيمية، ويتفرع منه شارع فوزي معاذ، وشارع الجواهر، وشارع زكى رجب، بالإضافة إلى المنفذ إلى «طريق الحرية» عن طريق نفق الإبراهيمية.

### ميدان علي بن أبي طالب
وهو اسم المسجد الذي يطل على الميدان. ويقع هذا الميدان بين ميدان فيكتور عمانويل وميدان الإبراهيمية، على تقاطع شارع فوزي معاذ وشارع ألبرت الأول.

### ميدان العيون
ويطل على مركز الإسكندرية العيون والمدينة الجامعية. بالإضافة إلى هيئة الابنية التعليمية وهي ناتج عن تقاطع شارع إسماعيل سرى مع شارع ادمون فيرمون حيث يصل عن طريق هذا الأخير بين ميدانيى على بن أبي طالب وميدان المعهد الدينى

### ميدان المعهد الدينى
وهو يقع على تقاطع شارع فيكتور عمانويل مع شارع ادمون فيرمون حيث يصله هذا الأخير بميدان على ابن أبي طالب. ويطل على الميدان مركز شباب سموحه وكلية التمريض والمعهد الدينى الأزهرى والمحكمة الإدارية العليا بينما يرتبط عن طريق شارع فيكتور عمانويل بميدان فيكتور عمانويل مروراً بمول زهران ومسجد حاتم والسوق التجارى المركزى بسموحه

## أهم المساجد والكنائس
إضافة لمسجد علي بن أبي طالب يوجد بالحي مساجد أخرى مثل مسجد حاتم في شارع فيكتور عمانويل ومسجد السلام بمدينة آسيد، وأيضاً تتواجد به كنيسة السيدة العذراء والقديس يوسف.

## مدارس وكليات ومعاهد ازهرية
- جامعة فاروس بالإسكندرية
- كلية التمريض
- معهد الشعبة الإسلامية بالإسكندرية
- معهد سموحة النموذجى الأزهرى
- معهد القراءات
- معهد اسكندرية الدينى
- مدرسة الريادة للغات
- مدارس سيدي جابر للغات

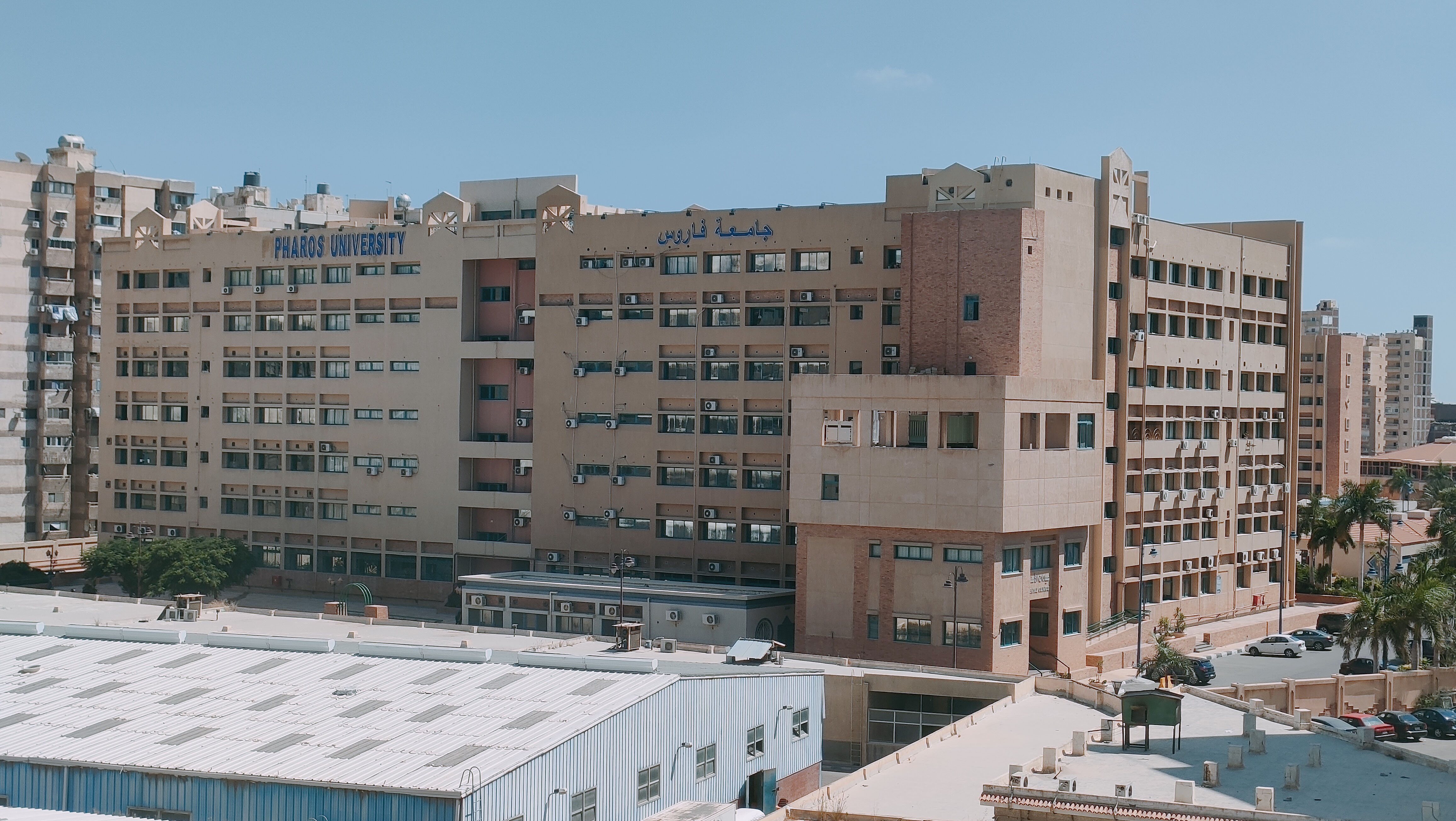
جامعة فاروس بالإسكندرية

- مدرسة سموحة الفنية التجارية المتقدمة
- مدرسة زهران التجريبية
- مدرسة طارق بن زياد
- مدارس مصطفى النجار
- مدرسة الخنساء بنت عمرو
- مدارس سموحة للغات
- مدارس السيد محمد كريم
- مدرسة البحر المتوسط
- مدرسة الشهيد وليد صبحى العيص
- مدرسة سموحة الاعدادية
- مدرسة الإبراهيمية الإعدادية بنات
- مدرسة الشهيد أشرف الخوجة الابتدائية

## مستشفيات
- مستشفى سموحة الجامعي
- المركز الطبي الجديد

المركز الطبي الجديد

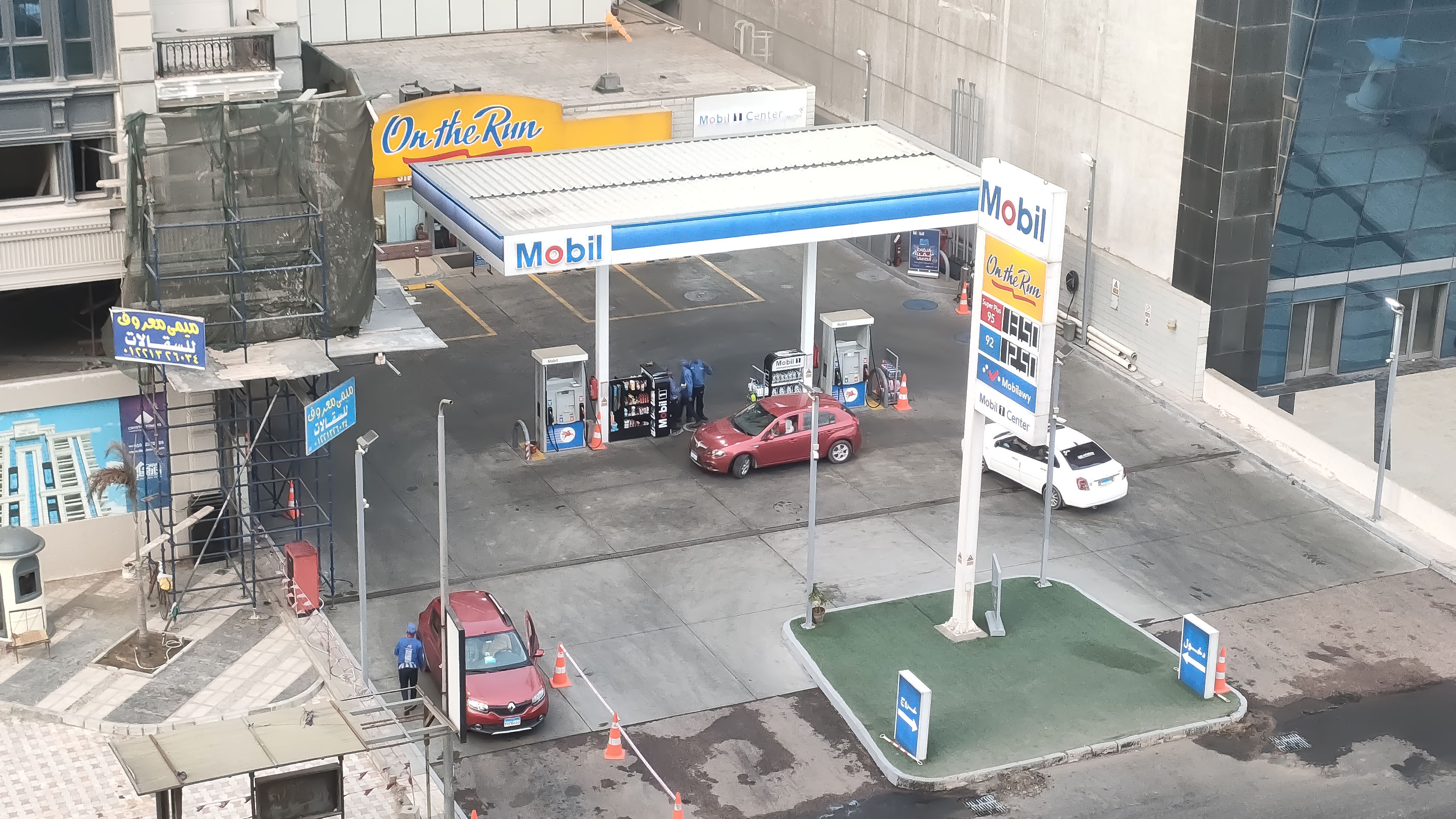
محطة وقود موبيل

- مستشفى الأوعية الدموية والقدم السكرى (AVC)
- مستشفى الإسكندرية الدولي
- مستشفى أندلسية سموحة
- مستشفي السراية لجراحات العمود الفقري
- مركز الإسكندرية الطبي
- مستشفى سعيد عبيد
- مركز القلب
- مركزالإسكندرية للعيون
- مستشفى التأمين الصحي
- مستشفى الشرق الأوسط
- مركز أبحاث طب الأسنان
- مستشفى دار النعمة
- مستشفى البدراوي
- دار الاشعة -سموحة

## هيئات ومصالح

مجمع سكني بالمنطقة

- مديرية أمن الإسكندرية: تقع على «طريق 14 مايو» المعروف بشارع المديرية بين كوبري 14 مايو وميدان فيكتور عمانويل.
- منطقة اسكندرية التعليمية الازهرية: في شارع فيكتور عمانويل أمام كلية التمريض وحديقة انطونيادس.
- نقابة الأطباء: بجوار نفق وميدان كليوباترا والمقر الجديد بشارع 50 في برج سموحة أوريجنال.
- نقابة الصيادلة: في شارع إسماعيل سري (الواصل بين ميدان العيون من جهه ومدارس زهران والتأمين الصحي من جهة أخرى).
- نقابة أطباء الأسنان.
- نقابة التشكيلين: بشارع بجوار مديرية الأمن ومتفرع من كوبرى 14 مايو.
- نقابة المرشدين السياحيين: بتعاونيات سموحة.
- الهيئة العامة للأبنية التعليمية: تقع في شارع إدمون فريمون (محمود داوود سابقا)، وهو الشارع الواصل بين ميدان العيون وميدان علي بن أبي طالب.
- مديرية التنظيم والإدارة: أمام مركز شباب سموحة.
- مديرية الشباب والرياضة: أمام مركز شباب سموحة.
- عيادات سموحة الطبية: في شارع «ألبرت الأول» أمام بوابه المدينة الجامعية القديمة.
- مديرية الإسكان: أمام مركز شباب سموحة.
- مكتب وزارة الخارجية لتوثيق الملفات: بشارع فيكتور عمانويل

## أندية
- نادي سموحة
- نادي أصحاب الجياد
- مركز شباب سموحة
- قرية السلام الأولمبية

## أهم المراكز التجارية
- مول زهران التجاري
- سوق الكمبيوتر (بالقرب من نادي سموحة)
- سوبر ماركت فتح الله
- سوبر ماركت خير زمان
- سوبر ماركت مترو بشارع ألبرت
- جرين بلازا وهو مركز تجاري سياحي ترفيهي
- كارفور
- السوق التجاري الأول. بشارع فيكتور عمانويل
- السوق التجاري الثاني. بشارع الفردوس
- السوق التجاري الثالت. خلف مدارس زهران.

## فنادق
- فندق هيلتون جرين بلازا داخل مركز جرين بلازا التجاري.

## أنظر أيضاً
- جوزيف سموحة